# Encapsulated PostScript
Een Encapsulated PostScript-bestand (afgekort: EPS) is een grafisch bestand in de taal PostScript. In tegenstelling tot het algemene Postscript bevat EPS altijd hooguit één pagina. Een EPS-bestand bevat normaliter een afbeelding en heeft extra parameters die ervoor zorgen dat deze afbeelding in een PostScript-document kan worden opgenomen.
EPS-bestanden worden voornamelijk in de grafimedia gebruikt en zijn onder andere met Adobe Illustrator en Adobe Photoshop te openen.